# Staples (Minnesota)
Staples – miasto położone w środkowej części stanu Minnesota. 
Liczy 3 104 mieszkańców.